# Arjun Kapoor
Pour les articles homonymes, voir Kapoor.
Arjun Kapoor (indian :कपूर अर्जुन) (né le 26 juin 1985) est un acteur, réalisateur, producteur indien de l’industrie de Bollywood.
Il commença sa carrière d’acteur en 2012 dans le film Ishaqzaade, néanmoins il intégrera l’industrie du film hindi en 2002 en tant que sous-directeur pour le film Shakti : The Power.

## Enfance
Arjun Kapoor est né le 26 juin 1985 à Mumbai, son père est le célèbre réalisateur, producteur Boney Kapoor sa mère est Mona Kapoor, son grand-père paternel est Surinder Kapoor, ses oncles paternels sont Anil Kapoor et Sanjay Kapoor, sa cousine est Sonam Kapoor également actrice à Bollywood.
Dans un premier temps Arjun souhaitait devenir réalisateur, mais très vite il se dirigea vers une carrière d’acteur.

## Carrière

### Débuts (2002-2009)
Arjun a d'abord débuté au sein de l’industrie du film en tant que sous-directeur en 2002 pour le film Shakti : the power qui met en vedette l’actrice Karishma Kapoor, puis il fut sous directeur pour Kal Ho na Ho en 2003 le long métrage avait pour vedette les acteurs Preity Zinta, Shahrukh Khan et Saif Ali Khan le film fut un grand succès au box-office.
En 2005 Arjun débuta en tant qu'assistant producteur pour le film No Entry, puis en 2007 il reprit son rôle de sous directeur pour Salaam-E-Ishq.
En 2009 Arjun fut sous-producteur pour Wanted qui avait pour vedette Salman Khan et Vinod Khana ; le film fut un succès au box-office.
En 2010 Arjun reprit son rôle de sous-directeur pour Milenge Milenge qui fut un flop au box-office ; le film avait pour vedettes Kareena Kapoor et Shahid Kapoor.

### Percée (2012-présent)

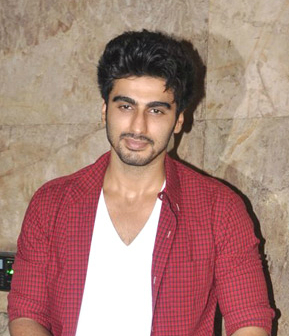
Arjun Kapoor

En 2012 Arjun Kapoor Tourne son premier film Ishaqzaade, le long métrage sortit le 11 mai 2012 fut un succès au box-office, le film fut produit par la maison de production Yash Raj et fut réalisé par Habbib Faisal,.
L'année suivante il tourne Aurangzeb avec Prithviraj et Rishi Kapoor dans lequel il joue un double rôle, le film est un succès critique et commerciale relatif.
En 2014  il est le personnage principal de Gunday aux côtés de Ranveer Singh et Priyanka Chopra, il interprète Bala Bhattacharya un jeune orphelin qui tente de faire sa place comme il peut dans la ville tentaculaire de Calcutta. Si les résultats au box-office sont bons la critique reste mitigée,.

## Filmographie

### Acteur
| Année  | Film                     | Rôle                               | Réalisateur              | Partenaire(s)                                                      | Notes                          |
| ------ | ------------------------ | ---------------------------------- | ------------------------ | ------------------------------------------------------------------ | ------------------------------ |
| 2012   | Ishaqzaade               | Parma Chauhan                      | Habib Faisal             | Parineeti Chopra, Gauhar Khan                                      |                                |
| 2013   | Aurangzeb                | Ajay/Vishal                        | Atul Sabharwal           | Prithviraj, Sashaa Agha, Jackie Shroff, Amrita Singh, Rishi Kapoor |                                |
| 2014   | Gunday                   | Bala                               | Ali Abbas Zafar          | Ranveer Singh, Priyanka Chopra                                     |                                |
| 2014   | 2 States                 | Krish Malhotra                     | Abhishek Varman          | Alia Bhatt, Amrita Singh                                           |                                |
| 2014   | Finding Fanny Fernandes  | Savio Da Gama                      | Homi Adajania            | Naseeruddin Shah, Deepika Padukone                                 |                                |
| 2015   | Tevar                    | Ghanshyam "Pinto" Shukla           | Amit Ravindernath Sharma | Sonakshi Sinha                                                     | Remake du film Télougou Okkadu |
| 2016   | Ki & Ka                  | Kabir                              | R. Balki                 | Kareena Kapoor                                                     |                                |
| 2017   | Half Girlfriend          | Madhav Jha                         | Mohit Suri               | Shraddha Kapoor                                                    |                                |
| 2017   | Mubaraka                 | Karanveer Singh & Charanveer Singh | Anees Bazmee             | Anil Kapoor, Athiya Shetty, Ileana D'Cruz                          |                                |
| Projet | Kaneda                   |                                    | Navdeep Singh            | Anushka Sharma, Diljit Dosanjh                                     |                                |
| Projet | Sandeep Aur Pinky Faraar | Sandeep                            | Dibakar Banerjee         | Parineeti Chopra                                                   |                                |

### Producteur assistant
| Année | Film            | Réalisateur    | Notes |
| ----- | --------------- | -------------- | ----- |
| 2005  | No Entry        | Anees Bazmee   |       |
| 2009  | Wanted          | Prabhu Deva    |       |
| 2010  | Milenge Milenge | Satish Kaushik |       |

### Assistant réalisateur
| Année | Film               | Producteur            | Notes |
| ----- | ------------------ | --------------------- | ----- |
| 2002  | Shakti : The Power | Boney Kapoor, Sridevi |       |
| 2003  | Kal Ho Na Ho       | Yash Johar, vasant    |       |
| 2007  | Salaam-E-Ishq      | Sunil Manchanda       |       |